# Řády, vyznamenání a medaile Středoafrické republiky

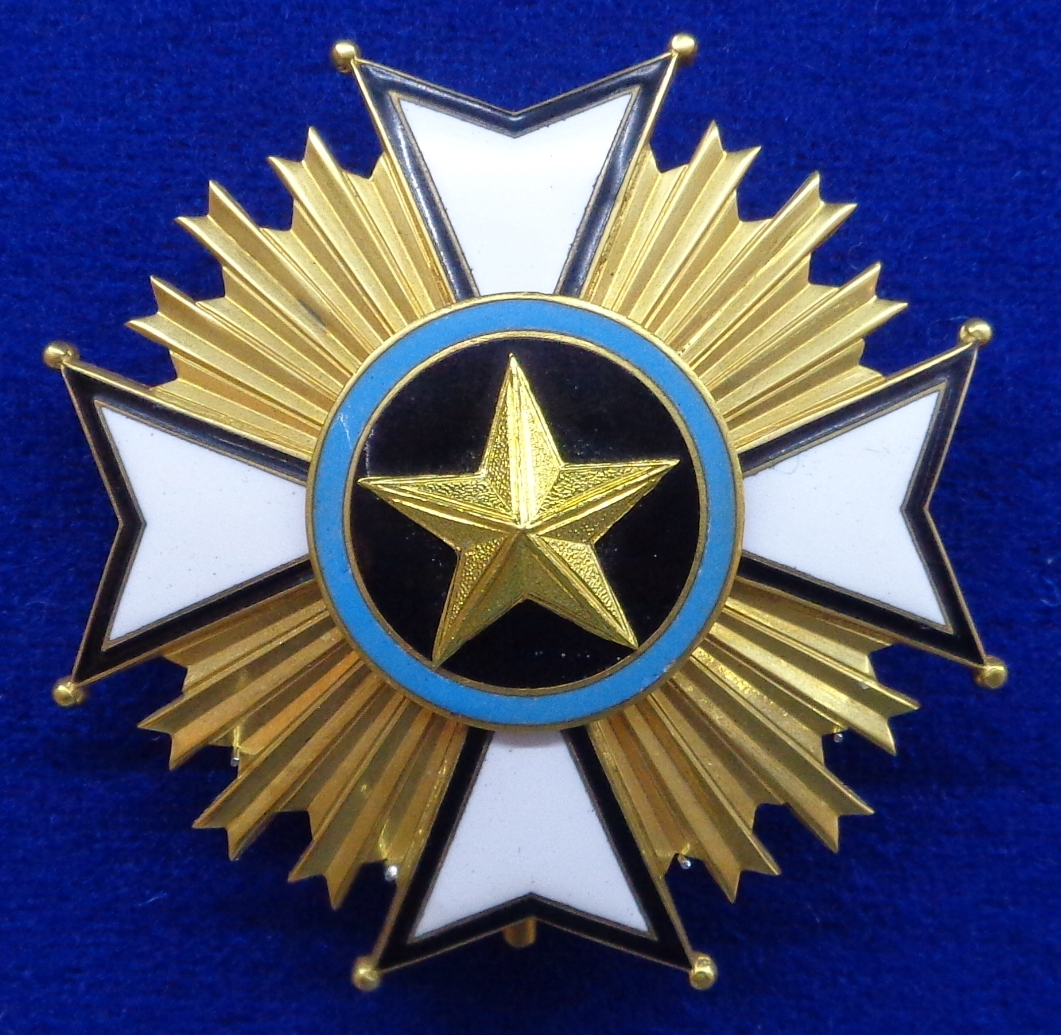
Řádová hvězda Řádu za zásluhy

Státní vyznamenání Středoafrické republiky zahrnují následující řády a medaile:

## Řády
- Řád za zásluhy (Ordre du Mérite Centrafricain) byl založen dne 20. června 1959. Udílen je za zvláštní zásluhy v humanitní, ekonomické a sociální oblasti.[1][2]
- Řád uznání (Ordre national de la reconnaissance centrafricaine) byl založen dne 21. května 1962. Udílen je občanům Středoafrické republiky i cizincům za vynikající služby státu.[3][4]
- Řád Operace Bokassa (Ordre de l'opération Bokassa) byl založen dne 16. listopadu 1970. Zrušen byl roku 1979. Udílen byl za mimořádné zásluhy ve všech oblastech práce a měl podpořit národní rozvoj.[5][6]
- Řád akademických palem byl založen dne 8. srpna 1962. Udílen je za zásluhy v oblasti vzdělávání.[7][8]
- Řád za zásluhy v zemědělství (Ordre du Mérite Agricole) byl založen dne 18. srpna 1962. Udílen je za zásluhy v zemědělství.[9][10]
- Řád za poštovní zásluhy (Ordre du Mérite Postal) byl založen dne 8. listopadu 1962.[11] Udílen je za zásluhy v oblasti poštovních služeb a v oblasti národních i mezinárodních telekomunikací.[12]
- Řád průmyslových a řemeslných zásluh (Ordre du Mérite Industriel et Artisanal) byl založen roku 1962. Udílen je za osobní přínos pro rozvoj národního hospodářství.[13]
- Řád za obchodní zásluhy (Ordre du Mérite Commercial) byl založen roku 1969. Udílen je za zásluhy v obchodní oblasti.[14]
- Řád umění a literatury (Ordre des Arts et des Lettres) je udílen za zásluhy v oblasti umění a literatury.[15]

## Medaile
- Kříž za vojenskou chrabrost (Croix de la Valeur Militaire) je udílen za vojenské úspěchy.
- Medaile za odvahu a oddanost (Médaille du Courage et du Dévouement) byla založena roku 1969. Udílena je civilistům za projevenou statečnost při záchraně lidského života.[16][17]
- Hvězda za vojenské zásluhy (Etoile du Mérite Militaire) byla založena dne 8. listopadu 1962. Udílena je vojákům za bezvadnou službu.
- Policejní čestná medaile (Médaile d'Honneur de la Police) byla založena roku 1969. Udílena je za bezvadnou službu policistům.[18]
- Medaile práce (Médaille du Travail) byla založena roku 1962. Udílena je za pracovní zásluhy občanům republiky.
- Čestná medaile pro matky (Médaille des Meres) byla založena dne 3. června 1966. Udílena je matkám za výchovu sedmi a více dětí.[19]
- Medaile za sportovní zásluhy (Médaille du Mérite Sporif) byla založena roku 1969. Udílena je za sportovní úspěchy.[20]